# Luca della Robbia le Jeune
Luca della Robbia le Jeune  (1475-1548 ?)  est l'un des sculpteurs de la famille d'artistes italiens des Della Robbia, célèbres pour leur atelier  qui produisait des bas-reliefs colorés en  terracotta invetriata dans  la région de Florence à la Renaissance. Le style de ses compositions affirme des figures plus claires et plus simples.

## Biographie
Luca le Jeune est l'un des cinq fils d'Andrea Della Robbia avec Giovanni, Fra' Mattia, Girolamo, Fra' Ambrogio, tous actifs dans les mêmes productions artistiques dans l'atelier familial.
Luca le Jeune rejoint en 1529 son frère Giovanni déjà en France, fuyant la peste, et l'atelier cessa de produire à la suite d'un différend avec Santi Buglioni.

## Histoire
Un différend sur les secrets de fabrication de ces bas-reliefs colorés l'opposa à Santi Buglioni dont l'oncle paternel Benedetto Buglioni avait été un disciple d'Andrea della Robbia. Il  devint un concurrent de l'atelier des Della Robbia par les circonstances suivantes :

Luca della Robbia le Jeune  partit en France en 1529, pour rejoindre son frère cadet Girolamo  (passé dès 1517 au service de François Ier) et surtout pour éviter la contagion de la peste, avec son épouse de secondes noces Bartolomea de Leonardo Altoviti, après la mort par la peste en 1527 de sa première femme Agnoletta Falconieri ; les Buglioni deviennent alors les seuls  détenteurs en Italie des secrets de della Robbia dans le travail des terres cuites (Vasari affirme que ces secrets furent arrachés aux Della Robbia d'une femme qui fréquentait leur maison).

## Œuvres
- Crèche, couvent dominicain de Santa Maria Maddalena, Caldine, Florence.
- Le Christ au Mont des Oliviers, Rome.
- Cristo conforta un mendicante, musée du Louvre, Paris.
- La Tempérance (vers 1460), musée national de la Renaissance, Ecouen.